# 徳島文理小学校
徳島文理小学校（とくしまぶんりしょうがっこう、英称：Tokushima Bunri Primary School）は、徳島県徳島市山城町東浜傍示にある私立小学校。

## 学校近辺
園瀬川、冷田川、御座船入江川、アスティとくしまなど。

## 教育方針
豊かな心と創造的態度の育成（知・情・意・体の調和）、基礎的・基本的事項の体得（周致緻密な学習計画と生活指導）、能力の開発と個性の伸長（個別指導の重視）、国際性豊かな人材の育成（発達段階に応じた英語教育）、日本文化の尊重（郷土愛の育成）。 

## 年間行事
4月
- 入学式
- 対面式
- 身体測定
- 交通安全教室
- 防犯教室

5月
- 春季遠足
- 修学旅行
- 家庭訪問
- 春の小運動会
- 租税教室
- 進学説明会

6月
- 教育実習
- 文理中学進学説明会
- 救急救命の実習

7月
- 水泳指導
- 七夕集会
- 宿泊訓練（小学校4年生）

8月
- 夏休み
- 小学校6年生補習

9月
- 秋季運動会
- 防犯避難訓練

10月
- 奈良社会見学旅行（小学校5年生）
- 秋季遠足
- 教育実習
- ハローウィン
- 楽焼き

11月
- 教育講演会
- 硬筆技能検定
- 算数能力検定
- 入学願書受付開始（前期）
- 児童英検

12月
- 前期入学試験
- 冬休み
- 小学校6年生補習
- 入学願書受付開始（後期）
- 合格者説明会

1月
- 徳島文理中学校入学試験
- 後期入学試験
- 避難訓練
- 耐寒訓練
- 入学前説明会

2月
- 保護者会
- 音楽鑑賞会
- 一味会（むらさきホール）

3月
- 卒業式
- 編・転入学試験
- 修了式

## 系列校
| 学校名                   | 創立   | 備考                                                       |
| ------------------------ | ------ | ---------------------------------------------------------- |
| 徳島文理大学             | 1895年 | 旧名は私立裁縫専修学校、徳島女子短期大学                   |
| 徳島文理中学校・高等学校 | 1975年 | 旧名は村崎女子商業学校、村崎女子高等学校、徳島女子高等学校 |
| 徳島文理大学附属幼稚園   | 1973年 |                                                            |

## 著名な出身者
- 中山晶量 - プロ野球選手